# Classe Macaé

La classe Macaé è una flotta di quattro pattugliatori della Marina brasiliana, si basa sulla classe Vigilante 400 CL54 del cantiere Constructions Mécaniques de Normandie (CMN). Le navi hanno la missione di ispezionare le acque giurisdizionali brasiliane e di contribuire alla sicurezza del traffico marittimo nazionale.

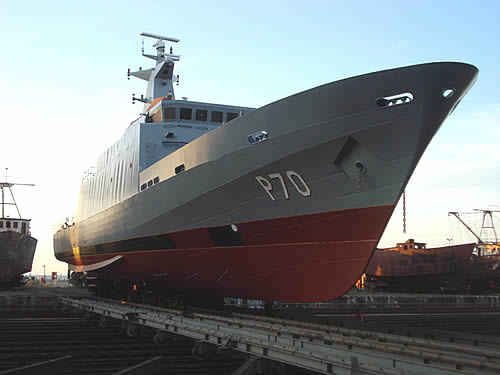
NPa Macaé in costruzione

## Navi di classe
- NPa Macaé (P-70)
- NPa Macau (P-71)
- NPa Maracanã (P-72) - programmato per 2021
- NPa Mangaratiba (P-75) - programmato per 2022